# Dorfkirche Witzke

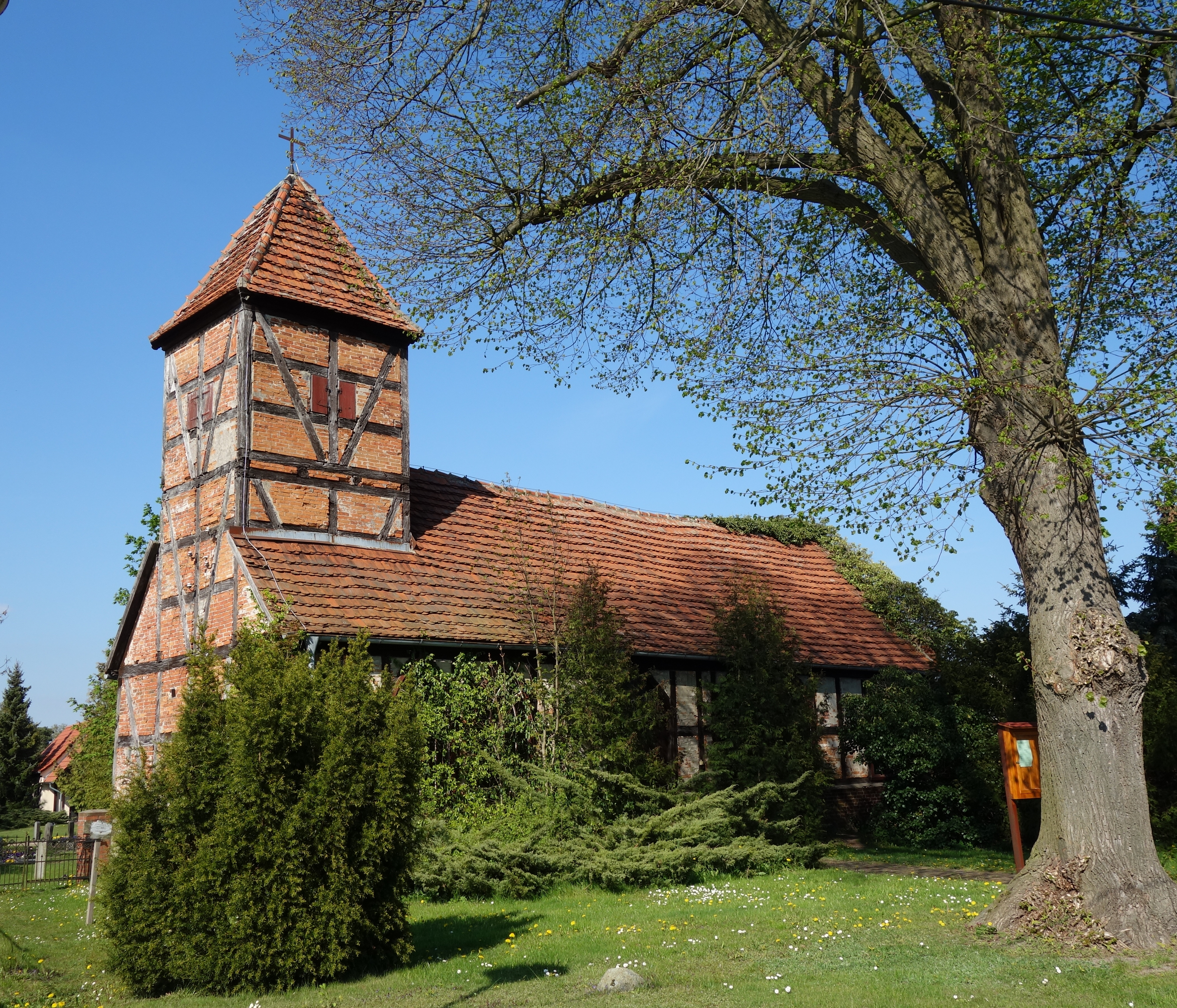
Dorfkirche in Witzke

Die evangelische Dorfkirche Witzke ist eine Saalkirche in Witzke, einem Ortsteil der Gemeinde Seeblick im brandenburgischen Landkreis Havelland. Die Kirche gehört zur Evangelischen Kirchengemeinde Hohennauen im Kirchenkreis Nauen-Rathenow der Evangelischen Kirche Berlin-Brandenburg-schlesische Oberlausitz. Das Gebäude steht unter Denkmalschutz.

## Baubeschreibung
Das Kirchengebäude steht im Witzker Ortskern auf der Nordseite der Witzker Dorfstraße.
Es handelt sich um einen gestreckten, rechteckigen Fachwerkbau aus dem Jahr 1870, der große spitzbogige Holzmaßwerkfenster und einen westlichen Dachturm aufweist. Das Innere ist in einfachen klassizistischen Formen gestaltet. Der Innenraum wird durch eine hölzerne Tonne mit gemalter Kassettierung überspannt und durch ein großes, östliches Lünettenfenster betont.
Im Altarbereich steht ein schlichter Kanzelaltar mit spitzbogigen seitlichen Durchgängen, an den sich im Norden und Süden Emporen anschließen. Auf der Westempore befindet sich eine Orgel aus dem Jahr 1899 von Albert Hollenbach mit einem neugotischen Prospekt, die gesondert unter Denkmalschutz steht. Eine hölzerne Gedenktafel für Pfarrer Valentin Kohl († 1695) aus dem Jahr 1717 mit Inschrift und Votivbild ist ebenfalls erhalten. Über dem Portal befindet sich ein achtteiliges, bleiverglastes Fenster, von dem vier Scheibenteile Wappendarstellungen der Patronatsfamilie von der Hagen zeigen.